# Erich-Mäder-Glasmuseum

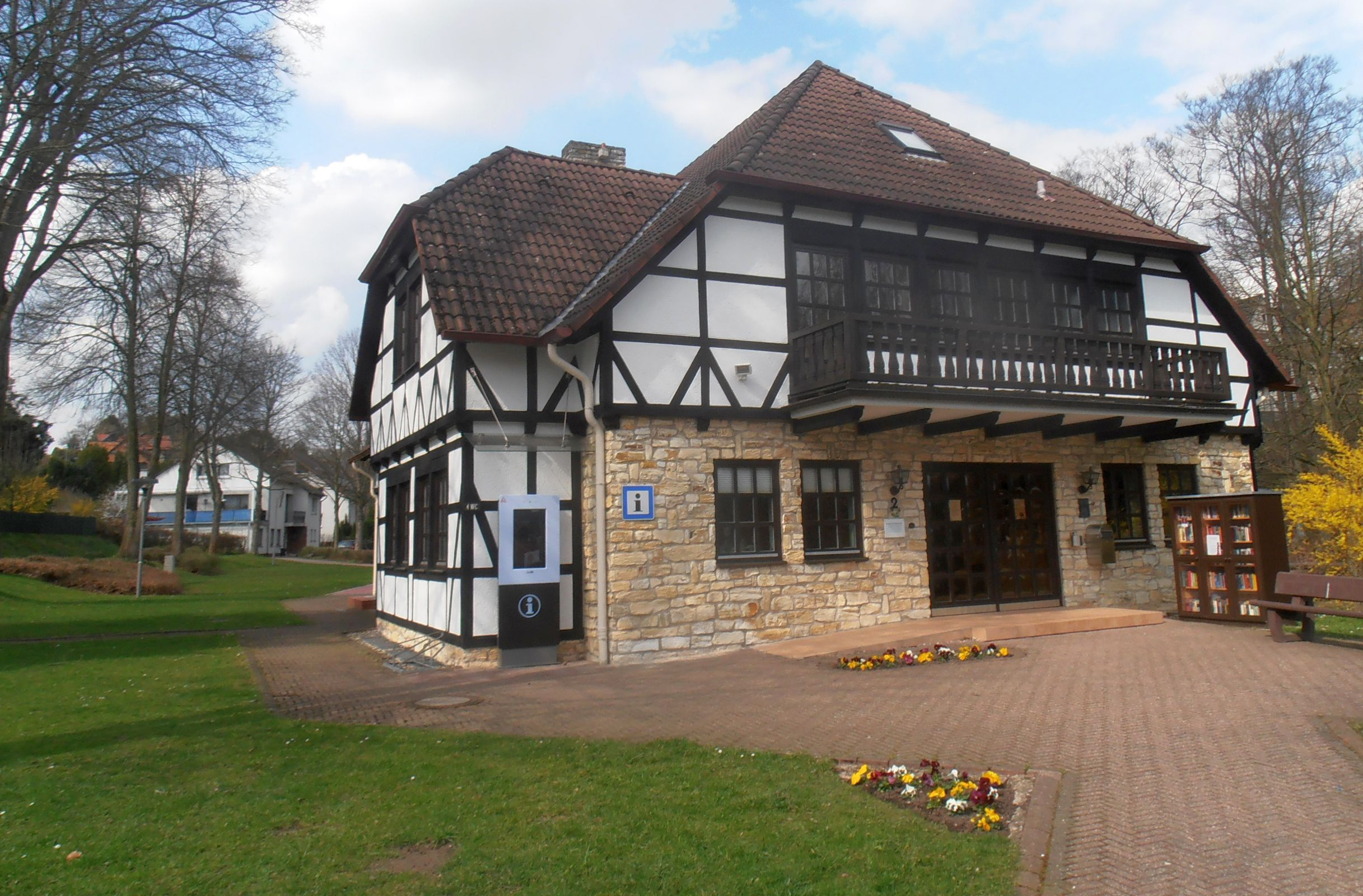
Erich-Mäder-Glasmuseum, Haupthaus im Ortszentrum

Das Erich-Mäder-Glasmuseum ist ein Museum im niedersächsischen Grünenplan. Es zeigt die Frühgeschichte der Herstellung von Glas im Hils vom Mittelalter bis zur Frühen Neuzeit. Das Museum ist nach dem ehemaligen Direktor der Deutschen Spiegelglas AG, Erich Mäder, benannt.

## Beschreibung
Das Erich-Mäder-Glasmuseum präsentiert seine Sammlungen in zwei Häusern. Im zentral im Ort gelegenen Haupthaus wird die Glasherstellung von der Antike bis zur Gegenwart gezeigt. Des Weiteren werden mittelalterliche sowie frühzeitliche Glashütten im Hils behandelt. Ein weiteres Museumsgebäude ist ein  ehemaliges Glasmacherhaus im historischen Viertel von Grünenplan. Darin wird die Entwicklung von Grünenplan ab 1744 als Glasmacherort mit der Spiegelglashütte Grünenplan dargestellt. Dort ist Glasmachergerät ausgestellt und es wird die örtliche Vogelzucht behandelt.

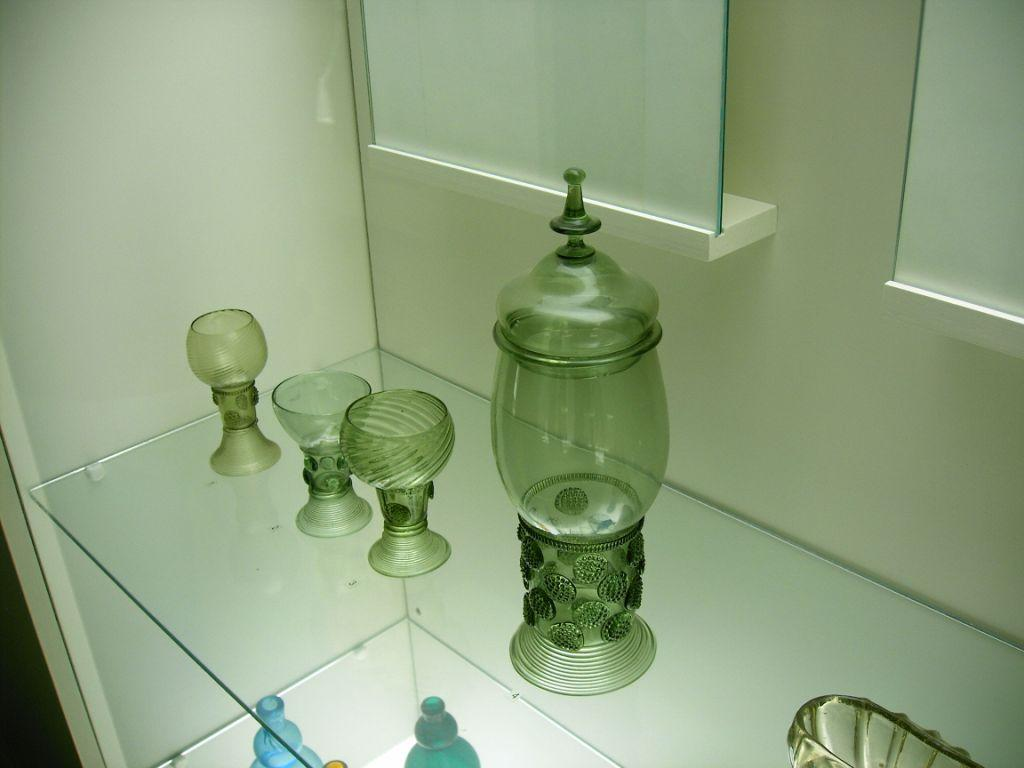
Ausgestelltes Grünglas

Kernbestand des Museums sind die Sammlungen von Erich Mäder, der 1972 in Grünenplan mit dem Bundesverdienstkreuz ausgezeichnet wurde, und Bodenfunde von ausgegrabenen Glashütten, wie die der Glasmanufaktur Holzen und der Waldglashütte unter dem Hilsborn.
Zum Internationalen Museumstag 2015 zeigte das Museum als Sonderausstellung eine Werkschau der Fürstlichen Glasmanufaktur am Schorborn.
In einem gesonderten Raum ist die Geschichte der Deutschen Uhrglasfabrik GmbH von 1919 bis 1980 in Exponaten, Dokumenten und Bildern dargestellt. 
Das Erich-Mäder-Glasmuseum sieht sich in seinem Konzept als Ergänzung des benachbarten Glasmuseum Boffzen, das sich mit der Glasindustrie der letzten 150 Jahre seit der Industrialisierung beschäftigt.